# Веджано
Веджано (італ. Veggiano, вен. Vejan) — муніципалітет в Італії, у регіоні Венето, провінція Падуя.
Веджано розташоване на відстані близько 400 км на північ від Рима, 50 км на захід від Венеції, 14 км на захід від Падуї.
Населення — 4663 особи (2014).

## Демографія
Населення за роками:

Станом на 1 січня 2023 року в муніципалітеті офіційно проживало 396 іноземців з 38 країн, серед них 187 громадян країн Євросоюзу та 6 громадян України.

## Сусідні муніципалітети
- Черварезе-Санта-Кроче
- Гризіньяно-ді-Цокко
- Местрино
- Монтегальда
- Сакколонго